# معركة ليز (1918)
معركة ليز (بالإنجليزية: Battle of the Lys)‏ وتسمى أيضًا هجوم ليز، معركة إيبر الرابعة، معركة الفلاندرز الثالثة، عملية جورجيت. كان جزءًا من هجوم الألمان على فلاندرز خلال الحرب العالمية الأولى وتسمى أيضًا بهجوم الربيع. هذه العملية العسكرية خطط لها الجنرال الألماني إريك لودندورف تحت اسم عملية جورج (Operation George) ولكن صُغَّر الاسم إلى عملية جورجيت (Operation Georgette).